# Songyot Klinsrisuk
Songyot Klinsrisuk (thailändisch ทรงยศ กลิ่นศรีสุข) ist ein thailändischer Fußballtrainer.

## Karriere
Songyot Klinsrisuk begann seine Trainerkarriere im Februar 2017 beim Rayong FC. Der Verein aus Rayong spielte in der zweiten Liga. Nach der Saison verließ er den Verein und wurde im Dezember 2017 Technischer Direktor beim Erstligisten Police Tero FC. Im Dezember 2018 unterschrieb er einen Vertrag beim Zweitligisten Thai Honda FC. Hier war er Co-Trainer unter Worachai Surinsirirat. Ende 2019 gab der Verein bekannt, dass man sich aus finanziellen Gründen aus der Liga zurückziehen werde. Nach dem Rückzug wechselte er zusammen mit Worachai Surinsirirat nach Sisaket zum Zweitligisten Sisaket FC. Hier standen beide bis zu deren Entlassung Anfang August 2020 unter Vertrag. Über den Drittligisten Uthai Thani FC, wo er von März 2021 bis April 2021 Technischer Direktor war, ging er im Juni 2021 als Cheftrainer nach Ban Khai zum Drittligisten Bankhai United FC. Bei dem Verein, mit dem er in der Eastern Region antrat, stand er von Juni 2021 bis Saisonende unter Vertrag. Zu Beginn der Saison 2022/23 unterschrieb er einen Vertrag als Trainer bei seinem ehemaligen Verein Rayong FC. Hier stand er bis Ende Oktober 2022 an der Seitenlinie.